# Букова папороть лісова
Букова папороть лісова, фегоптерис з'єднуючий, фегоптерис зв'язаний (Phegopteris connectilis (Michx.) Watt) — багаторічна трав'яниста рослина родини теліптерисові (Thelypteridaceae) з довгим, тонким і повзучим кореневищем. Має яскраво-зелене молоде, пізніше матово-зелене листя.

## Етимологія
лат. conecto — «закріпити разом», у можливому посиланні на найнижчу пару роз'єднаних листових фрагментів, лат. -ilis — суфікс, який додається до дієслівної основи, щоб утворити прикметник і вказує на те, що можна зробити, напр., лат. faciō — «робити», лат. facilis — «здійсненний». В англійській мові йому відповідає суфікс -ile.

## Опис
Підземні стебла довгі повзучі, 1–2 (-3) мм діаметром. Листя мономорфне до 50 см, пластина овально-трикутної форми сильно загострено периста, трохи опушена біля країв, блідо-зеленого кольору. Черешок солом'яного кольору, (8-) 15–36 см × 1–3 мм, біля основи з коричневими лусками. Спори маленькі і круглі, розташовані уздовж краю листка. Хромосом: 2n = 90. Вегетативне розмноження здійснюється кореневищем.

## Поширення
Кавказ: Грузія. Азія: Японія; Корея; Тайвань; Туреччина; Російська Федерація. Європа: Естонія; Україна; Австрія; Бельгія; Чехія; Німеччина; Угорщина; Ліхтенштейн; Нідерланди; Польща; Словаччина; Швейцарія; Данія; Фінляндія; Ісландія; Ірландія; Норвегія; Об'єднане Королівство; Албанія; Боснія і Герцеговина; Болгарія; Хорватія; Греція; Італія; Румунія; Сербія; Словенія; Франція. Північна Америка: Канада; США; Гренландія. Трапляється в більшості холодних і помірних областей північної півкулі, особливо в горах. Населяє вологі ліси, тінисті кам'янисті місця й береги, росте на кислих ґрунтах.

## Галерея

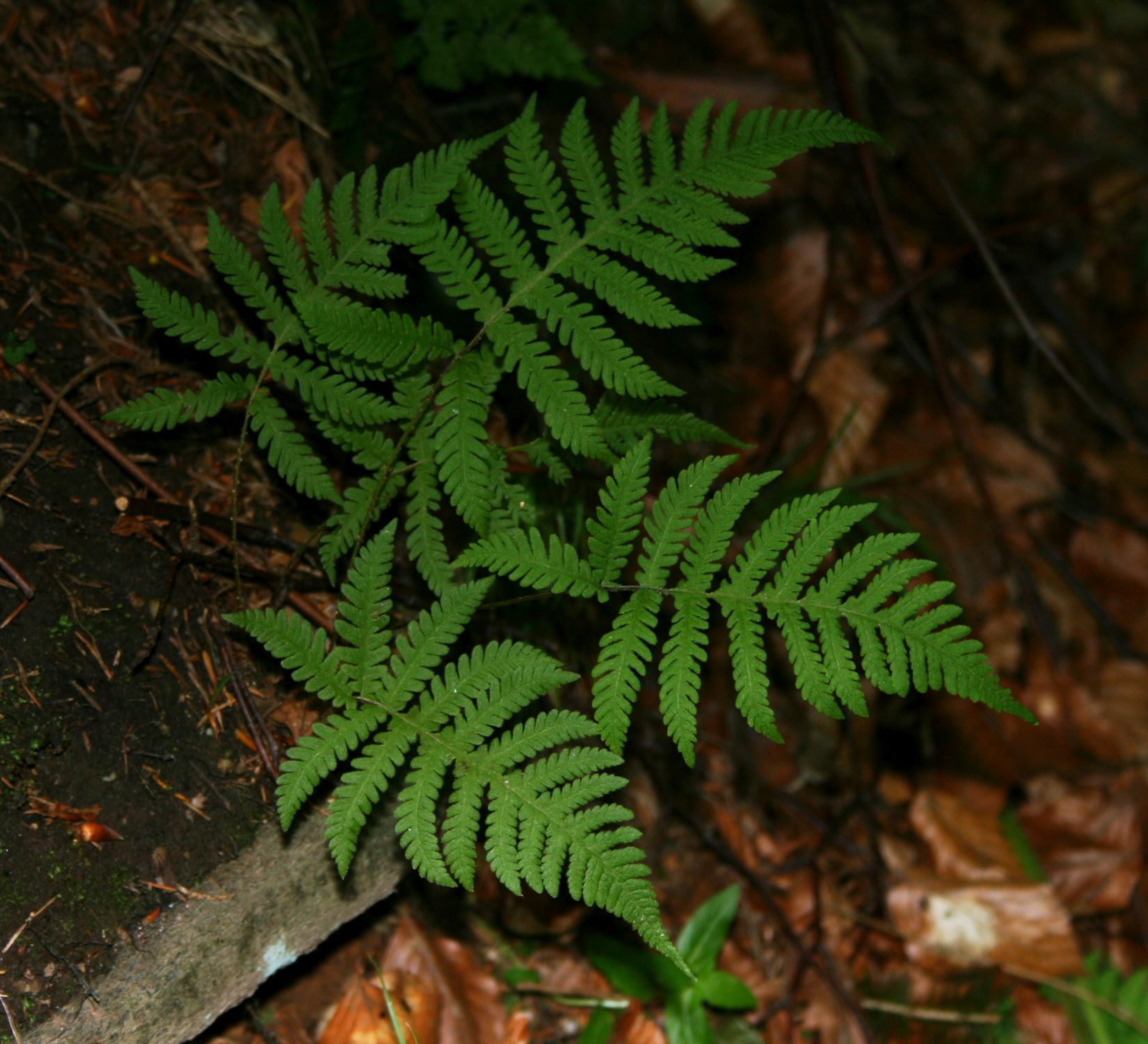
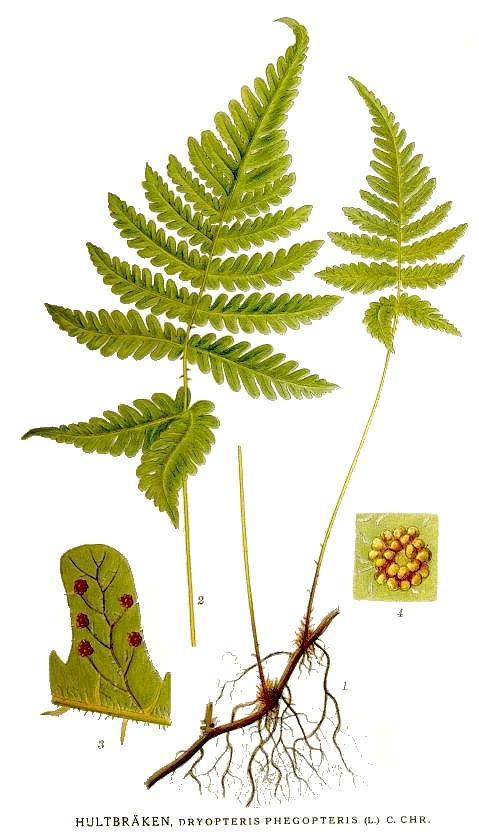